# عزلة الظاهر (المحويت)

تعديل مصدري - تعديل

عزلة الظاهر هي إحدى عزل مديرية الخبت في محافظة المحويت اليمنية ويبلغ تعداد سكانها 9666 نسمة حسب التعداد السكاني في اليمن لعام 2004.